# Fehérszélű törpedenevér
A fehérszélű törpedenevér (Pipistrellus kuhlii) az emlősök (Mammalia) osztályának a denevérek (Chiroptera) rendjéhez, ezen belül a kis denevérek (Microchiroptera) alrendjéhez és a simaorrú denevérek (Vespertilionidae) családjához tartozó faj.

## Előfordulása
Megtalálható az európai kontinensen, a Közel-keleten és Észak-Afrikában, valamint Madagaszkár szigetének északi részén. A mediterrán éghajlatra jellemző állat. Kolóniái emberi településekhez kötődnek. Kedvelik az épületek déli és nyugati kitettségű burkolt felületeit, ahol a burkolat alá húzódva "laknak". A hímek is szívesebben választanak szálláshelyül épületréseket, üregeket, mint faodvakat. A városi parkokat nagyol kedveli.

### Magyarországi előfordulása
Hazánkban többnyire a Dunántúlon fordul elő. Már észleltek Szegeden fehérszélű törpedenevéreket. 1993 nyarán Keszthelyen fogtak már egyet, ez bizonyította először a faj hazai elterjedését.

## Megjelenése
Hossza 4,0-4,8 cm, alkarhossza 3,1-3,7 cm, tömege 4-10 g. A szárny- és farokvitorla szélén kb. 1 mm vastag, fehér szegély látható. A legbiztosabb meghatározást a felső metszőfogak vizsgálatával lehet elérni. A felső metszőfogak közül az első mellékcsúcsa szinte teljesen hiányzik, míg a másodiknak csak a hegye bújik ki az ínyből, magassága pedig kb. harmadrésze az első fognak.

## Életmódja
Állandó denevérünk, mely leggyakrabban a nyári szállásként szolgáló épületeket használja telelésre is. A hazai populáció életmódbeli szokásainak tanulmányozása még jelenleg is folyik, erről még keveset tudunk. Téli álmot alszik - de nem merül mély álomba. A kolóniák száma elérheti a 80-100 állatot is, de a 30-50 egyedből álló kolónia a legáltalánosabb. Hazánkban a legnagyobb ismert kolónia mindössze 50 egyedből áll. A kontinens ismert távrepülési rekordja 5 km volt. Mind minden denevér éjjel aktív. Legjellemzőbb táplálkozó helyei a települések kertjei, parkjai, utcai fasorai, de kiváló repülési készsége révén lakott területektől több kilométerrel eltávolodhat. A levegőben elkapja a kétszárnyúakat, lepkéket és az egyéb apró repülő rovarokat. A többi denevérfajhoz hasonlóan ellenségei a bagoly és a nyest, előlük gyors röptével elmenekül.

### Szaporodása
A párzási időszak augusztus végétől decemberig tart. A petesejt azonnal nem termékenyül meg, hanem tavasszal, mikor az addig raktározott hímivarsejtek megtermékenyítik. 40-50 nap alatt két kölyköt hozz világra az anyaállat, általában épületek jól felmelegedő burkolatai mögötti búvóhelyeken. A kolónia élete ettől fogva igen nyüzsgő, a kölykök felnevelését szinte azonnal követi a párzási időszak. A párzási aktivitásuk főleg augusztus elejétől kezdődően erősödik meg.

## Természetvédelmi állapota
Mint, minden hazai denevérfaj, a fehérszélű törpedenevér védelem alatt áll. Természetvédelmi értéke 50.000 forint. Szerepel a Berni- és a Bonni Egyezmény II. függelékében, továbbá az Élőhelyvédelmi irányelv IV. függelékében.